# Friedrich Mühlenbock
Friedrich Theodor Johann Mühlenbock, född 29 januari 1832 i Tyskland, död 20 december 1905 i Göteborg, var en förmögen grosshandlare, bosatt i Göteborg. 

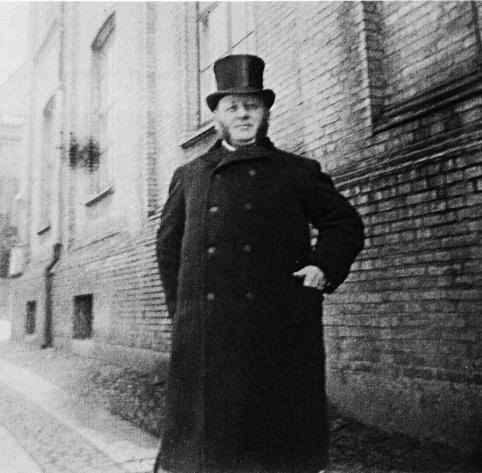
Friedrich Mühlenbock

Mühlenbock emigrerade från Tyskland till Sverige 1856 och arbetade till en början som murarlärling. Efter en tid etablerade han en affärsrörelse som dels innefattade "Mühlenbocks Fruktaffär", dels en exportverksamhet; han sålde lingon och sill till Tyskland. Hans affärer berikade inte bara Göteborg med frukt utan också med papegojor som anlände i samband med fruktimporten. Papegojorna gav han ibland bort i present – familjen Dickson fick vid ett tillfälle en sådan.

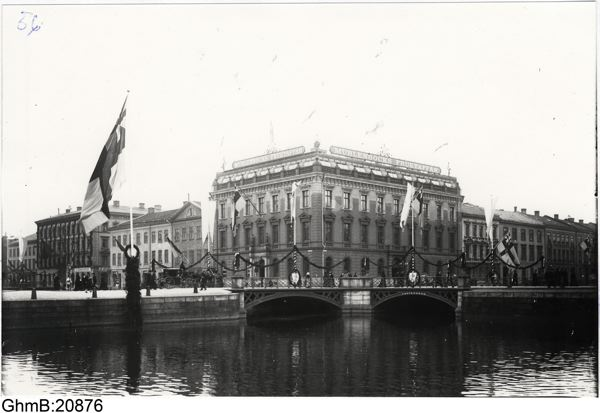
Mühlenbockska huset och fruktaffär vid Östra Hamnkanalen.

Affärsmannen Mühlenbocks djurintresse rörde sig inte bara om papegojor. Efter att ha köpt upp Barclays Fredriksro lät han på området anlägga en mindre djurpark. Där fanns svanar, sälar och kalkoner, men även mer exotiska djur som påfåglar och krokodiler.
Mühlenbockska huset var beläget i centrala Göteborg vid Gustav Adolfs Torg på den förnäma adressen Östra Hamngatan 30, där också "Mühlenbocks Fruktaffär" fanns. Byggnaden revs 1936.
Året 1872 besökte luftfararen Henri Théodore Sievel Göteborg med en luftballong. Händelsen uppmärksammades i stadens tidningar – en av passagerarna under luftfärden över Örgryte och Partille var Mühlenbock. .
Det mest tydliga spår som grosshandlaren lämnat efter sig är Mühlenbocks park i Örgryte, i vilken Fredriksro och den omkringliggande djurparken var belägen. 